# Jan Wouter van Reijen
Jan Wouter van Reijen (Amsterdam, 1943 – aldaar, 13 maart 2024) was een Nederlands cinematograaf, voornamelijk bekend vanwege documentairefilms.
Hij was zoon van onderwijzer Johannes van Reijen en verpleegster in het Wilhelmina Gasthuis Gijsberta Willemina Treur. Jan Wouter was broer van vrijspreker drs. Hugo J. van Reijen (1938-2023). Hijzelf was getrouwd met tuinontwerpster Cilia Prenen, zuster van musicus Paul Prenen, die wel muziek voor zijn films verzorgde.
Hij kreeg zijn opleiding aan de Nederlandse Filmacademie, alwaar hij in 1966 afstudeerde. Hij werkte grotendeels op eigen initiatief, om zijn onafhankelijkheid te waarborgen was hij dan tevens scenarioschrijver, cameraman, montage en uiteraard geluid etc.
Het International Film Festival Rotterdam vermeldde in 2024 de volgende werken:
- Pauze (1966),
- Een dag uit het leven van Marjolein (1968, soort dagboek van verliefd meisje),
- Dag vader dag moeder (1969, over een teleurstellende huwelijksnacht),
- Lieve Lucette (1970),
- Brides of Hoppel (1970),
- Ruudt Wackers, portret van een schilder (1973),
- God in Frankrijk (1976),
- En de mens schiep God naar zijn evenbeeld (1979),
- de taal van Co Westerik (1980),
- Wat ik niet zeggen kan (1981),
- De laatste signatuur van Hubertus van Hille (1981), César Domela en De Stijl (1982),
- De Haagse School (1983),
- Cadans (1986, over interieurs van flatbewoners),
- Sponaneous combustion of granulated chickenshit (1990),
- Coma (1994),
- Ik wil het niet zien, maar het moet (2002, opnieuw over Co Westerik),
- Kinetic (2004),
- Gedichten uit zee - Domburg (2005),
- Monddood (2006),
- Het verloren paradijs (2008; over Nederlandse ijssalons met de naam Venetië),
- Denkend aan Holland (2009, over de Waal).

- Bibsys: 13021621
- International Standard Name Identifier: 0000 0003 9461 6043
- Nederlandse Thesaurus van Auteursnamen: 070679495
- Virtual International Authority File: 79149196612374792733